# Le Châtellier (Orne)
Le Châtellier település Franciaországban, Orne megyében. Lakosainak száma 402 fő (2022. január 1.). Le Châtellier La Chapelle-au-Moine, Banvou, Messei, Saint-André-de-Messei, Saint-Bômer-les-Forges és Saint-Clair-de-Halouze községekkel határos.

## Népesség
A település népességének változása:
| Lakosok száma | 425  | 420  | 427  | 411  | 407  | 405  | 404  | 403  | 402  |
|               | 2013 | 2015 | 2016 | 2017 | 2018 | 2019 | 2020 | 2021 | 2022 |